# 2-bromopropano
Il 2-bromopropano è un alogenuro alchilico con formula condensata CH3CHBrCH3, isomero dell'1-bromopropano. Appare con un liquido incolore solubile in etere ed etanolo ma praticamente insolubile in acqua.

## Reattività
Riscaldando il 2-bromopropano in ambiente basico in una soluzione a base di etanolo si ha una reazione di eliminazione:
CH3-CHBr-CH3 + NaOH —Δ→ CH2=CH-CH3↑ + NaBr + H2O
Il 2-bromopropene perde il gruppo bromuro Br− ossidandosi a propene, gas molto volatile che si allontana dalla soluzione.